# Massiccio dei Bongo
Il massiccio dei Bongo (in francese massif des Bongo - anche chiamato massiccio Tondou) è una catena montuosa nel nord-est della Repubblica Centrafricana, vicino al confine con il Sudan.
Da qui sorge il fiume Bahr al-Arab. A sud del massiccio c'è l'altopiano di Quadda.
Il massiccio dei Bongo si trova alle coordinate: 8°40′00″N 22°25′00″E.
La sua vetta più alta è il monte Toussoro di 1.368 metri di altezza.
La sua litologia è predominata dalla pietra arenaria.
In certi anni, quando il clima è molto secco, pericolosi incendi devastano diversi km quadrati di foresta localizzata al confine con il Ciad.